# Chris Watson (musicien)
Pour les articles homonymes, voir Chris Watson.
Christopher Richard Watson (né en 1952) est un musicien britannique originaire de Sheffield. Membre fondateur du groupe de musique industrielle et cold wave Cabaret Voltaire, Watson travaille depuis 1981 dans le domaine du "field recording" (enregistrement en milieu naturel). Il est reconnu pour ses documentaires télévisés ainsi que ses productions de musique expérimentale.

## Musique
Chris Watson a été un membre fondateur de Cabaret Voltaire depuis 1974, et a formé par la suite le groupe Hafler Trio avec Andrew McKenzie.
Il a publié plusieurs albums solos de "field recordings" dont Outside the Circle of Fire, Stepping into the Dark (lauréat d'un distinction au Prix Ars Electronica en 2000), Weather Report, et El Tren Fantasma. Il a également publié des œuvres sonores en collaboration avec des artistes, dont Mika Vainio de Pan Sonic, Philip Jeck, BJ Nilsen, Fennesz, Jon Wozencroft, Biosphere et Marcus Davidson. Son travail sonore est édité par le label britannique Touch.

## Enregistrement sonore
Le travail de Watson dans la profession de l'enregistrement sonore débute en 1981, lorsqu'il quitte Cabaret Voltaire et commence à travailler pour Tyne Tees Television. Ses productions pour la télévision comprennent Bill Oddie Back in the USA, Great Railway Journeys, Springwatch, et de nombreux documentaires sur la nature réalisés par David Attenborough. Son travail a été couronné par deux Bafta, pour The Life of Birds en 1996 et pour Frozen Planet en 2012.
En 2006, l'Université de l'Ouest de l'Angleterre lui décerne un titre honoraire de "Doctor of Technology", "en reconnaissance de ses contributions remarquables à la technologie de l'enregistrement sonore, en particulier dans le champ de l'histoire naturelle et du documentaire".
En 2009, Watson programme des concerts pour le "Pestival", un événement de trois jours dédié à la célébration artistique des insectes (avec le compositeur Marcus Davidson et Philip Jeck).
En 2010 il réalise un projet artistique à l'hôpital pour enfants Alder Hey à Liverpool, utilisant des enregistrements sonores réalisés par des enfants pour apaiser les jeunes patients.
En 2011, Watson publie sur Touch l'album El Tren Fantasma, réalisé à partir de ses enregistrements lors d'un voyage en train de Los Mochis à Veracruz, traversant le Mexique de la côte pacifique à la côte atlantique. Selon le chroniqueur du Temps, "le cliquetis du passage sur les jointures entre rails, les avertisseurs de la locomotive, le bourdonnement des tunnels se font les motifs organisés d’un manège foudroyant". En mars 2011, Watson présente une diffusion en live d'El Tren Fantasma au festival Présences électronique à Paris.
En 2018, il est l'assistant de Hildur Guðnadóttir pour l'enregistrement de sons de terrain dans la Centrale nucléaire d'Ignalina (Lituanie), dans le cadre de sa composition pour la mini-série Chernobyl qui remporte un Grammy Award.
Chris Watson est le président de la Wildlife Sound Recording Society.

## Discographie

### Albums solo
- Sunsets, enregistrement réalisé au château de Breachacha sur l'île de Coll, 1994[12]
- Stepping into the Dark (1996, Touch)
- Outside the Circle of Fire (1998, Touch)
- Weather Report (2003, Touch)
- Cima Verde (2008, Fondazione Edmund Mach)
- El Tren Fantasma (2011, Touch)
- In St Cuthbert's Time (2013, Touch)

### Avec Cabaret Voltaire
- Mix-Up (1979)
- Three Mantras (1980)
- The Voice of America (1980)
- Red Mecca (1981)
- 2x45 (1982)

### Collaborations
- Star Switch On (2002, Touch) avec Mika Vainio, Philip Jeck, Hazard, Fennesz, AER, et Biosphere
- Number One (2005, Touch) avec KK Null et Z'EV
- Storm (2006, Touch) avec B. J. Nilsen
- Siren (2006, Platform Projects) avec Alec Finlay
- East African Nocturne (2010, Atavistic) avec Z'EV
- Cross-Pollination (2011, Touch) avec Marcus Davidson
- Oxmardyke (2023, Touch) avec Philip Jeck